# Mikuláš Zvánovec
Mikuláš Zvánovec (* 12. ledna 1990 Praha) je český historik a jednatel Společnosti Bernarda Bolzana. Odborně se zabývá historií školství a česko-německými vztahy v 19. a 20. stol. Je řazen k historikům zabývající se národnostní indiferencí a jeho kniha Der nationale Schulkampf in Böhmen je považována za příklad internacionalizace dějin středovýchodní Evropy. Skrze komparaci českého a německého národního hnutí poukázal zejména na dynamiku rozvoje české občanské společnosti zvýhodněnou rámcem modernizující multinacionální Habsburské monarchie, čímž přinesl nový pohled na konstrukci národních identit a tím i česko-německé národnostní soupeření v českých zemích. Jeho výzkum týkající se spolkových struktur ve školství jako zejména Ústřední matice školské, Deutscher Schulverein a Deutscher Kulturverband ilustruje vzájemnou souvztažnost a podmíněnost vývoje národních hnutí.
Je absolventem Institutu mezinárodních studií Fakulty sociálních věd Univerzity Karlovy. Aktuálně působí jako výzkumný pracovník na Pedagogické fakultě Univerzity Hradec Králové a v Národním pedagogickém muzeu a knihovně J.A. Komenského v Praze. Účastnil se řady mezinárodních vědeckých projektů, mj. i výzkumu německých obětí železné opony v Československu.
Dlouhodobě pořádá vlastivědné zájezdy do jihočeského pohraničí. Zejména se zaměřuje na prezentaci historie zdejších zaniklých sídel v německém jazyce. V roce 2024 byl organizátorem mezinárodního literárního sympozia Kafkovské jižní Čechy, který se částečně konal v zaniklé šumavské obci Zvonková.